# برناردینا موساکو
برناردینا موساکو (انگلیسی: Bernardina Mousaco؛ زادهٔ ۲۳ مارس ۱۹۹۲) بازیکن فوتبال است.
وی همچنین در تیم ملی فوتبال زنان تیمور شرقی بازی کرده‌است.